# Fenszuximid
A fenszuximid (INN: phensuximide) epilepszia elleni gyógyszer. A szukcinimid-származékok közül a legkevésbé hatékony, de a legkevésbé toxikus.

## Fizikai/kémiai tulajdonságok
Fehér vagy majdnem fehér kristályos por. Szagtalan, vagy egészen gyenge szaga van. Vízben rosszul, metil- és etil-alkoholban igen, kloroformban nagyon jól oldódik.

## Hatásmód
Csökkenti a motor cortex-ben (az agykéregnek a nem-akaratlagos mozgásokért felelős részében) a jelátvitelt, ezzel gátolja a  rohamokban jelentkező  3 Hz-es tüske-hullám sorozatkisüléseket az agyban, melyek az epilepszás nagyroham (petit mal) kiváltói.

## Mellékhatások, ellenjavallatok
A fenszuximid ellenjavallt terhesség és szoptatás alatt, mert károsíthatja a magzatot. Porfíriát okozhat, ezért ellenjavallt porfíriás betegeknél. Ugyancsak ellenjavallt vese- és májbetegségben.
Az egész testet érintő mellékhatások: álmosság, szédülés, ataxia (mozgáskoordinációs zavarok), izomgyengeség, periorbitális (szemüreg körüli) ödéma.
Emésztőrendszer: anorexia (gyermekeknél súlycsökkenést okozhat), hányinger, hányás.
Bőr: alopecia (kopaszság), viszketés, kiütés. Vér: granulocytopenia (a fehér vérsejtek egyik típusának csökkenése a vérben).
Vese: visszafordítható vesebántalmak, hematuria (véres vizelet), gyakori vizelés. Rózsaszínre, pirosra vagy barnára színezheti a vizeletet.

## Adagolás
A kezdő adag gyermekeknél és felnőtteknél egyaránt 2×0,5 g, amit hetenként lehet 0,5 g-mal emelni, amíg a rohamok meg nem szűnnek. A maximális adag napi 3 g. Más epilepszia elleni szerekkel együtt szedhető, ha a betegnek többféle epilepsziája van.

## Készítmények
A nemzetközi gyógyszerkereskedelemben:
- Epimid
- Lifene
- Milontin
- Milonton
- Mirontin
- Mirotin
- Succitimal

Magyarországon nincs forgalomban.